# Peter Buchholz (Theologe)

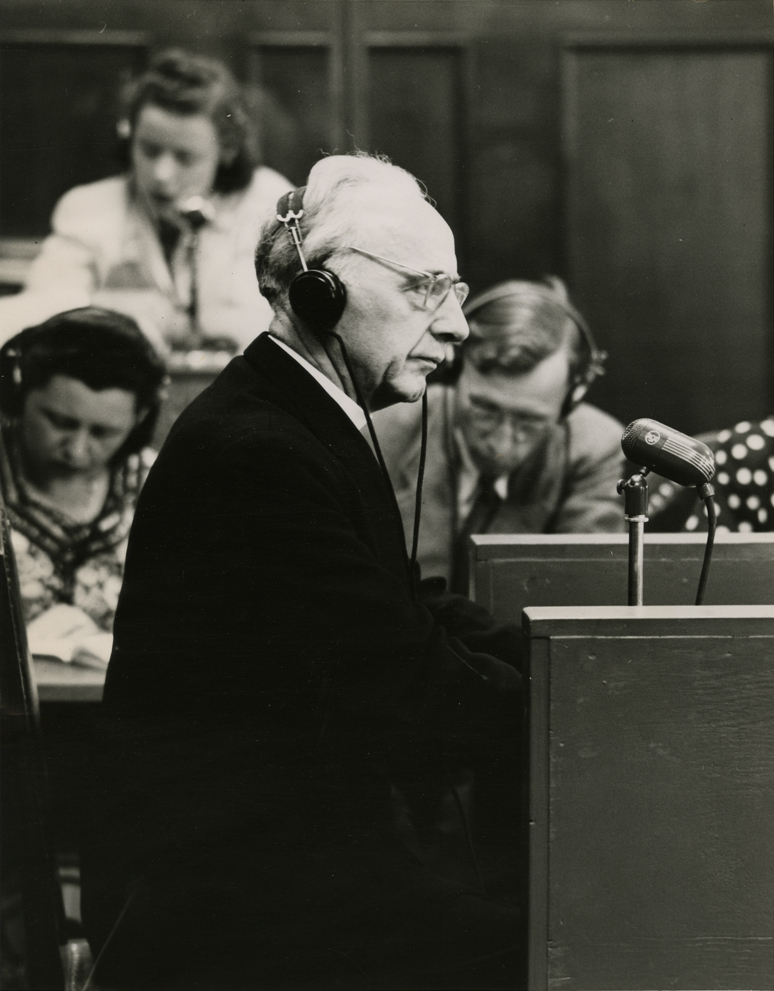
Peter Buchholz während seiner Zeugenaussage im Nürnberger Juristenprozess 1947

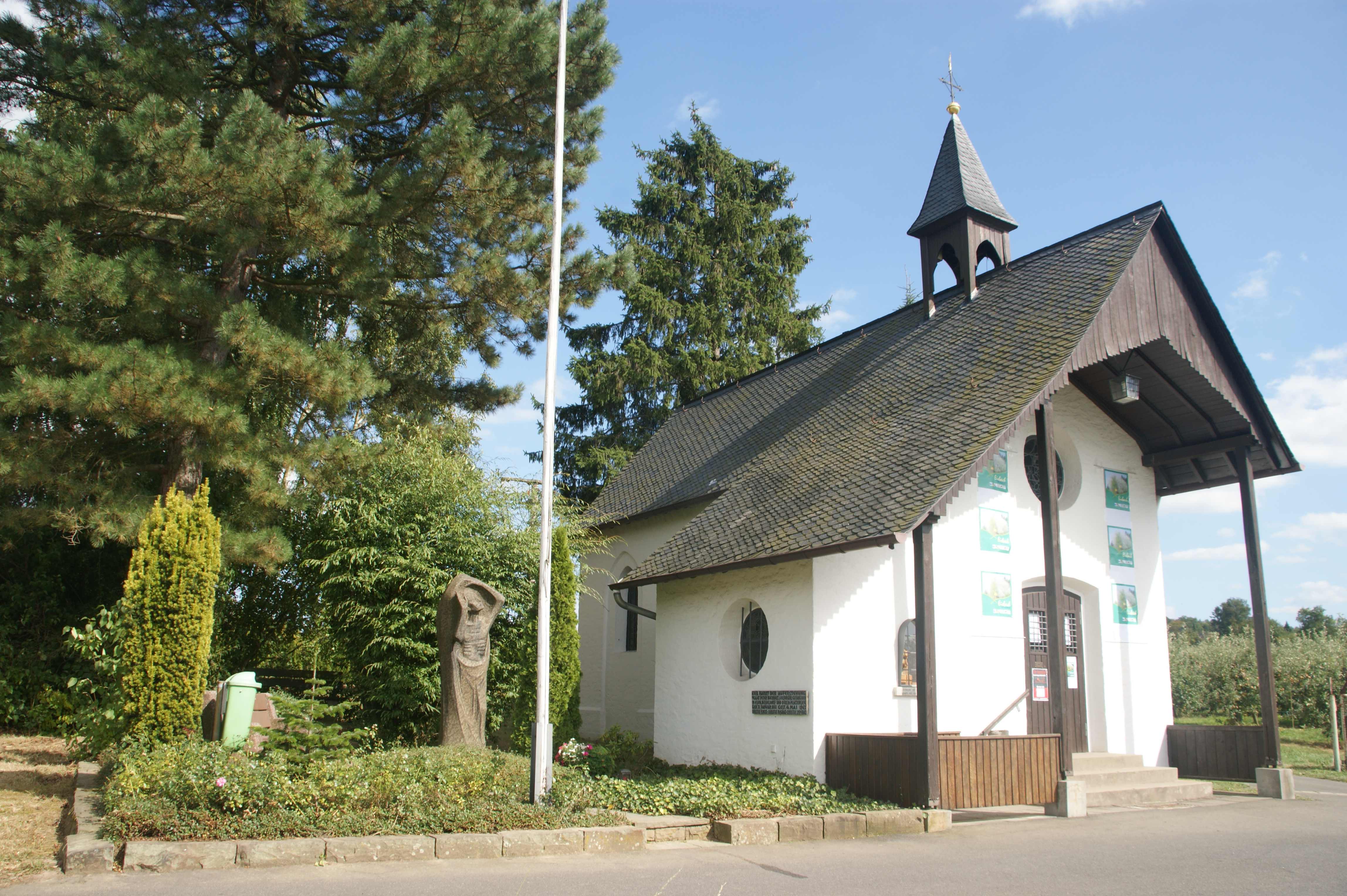
Marienkapelle Eisbach mit Grab von Peter Bucholz

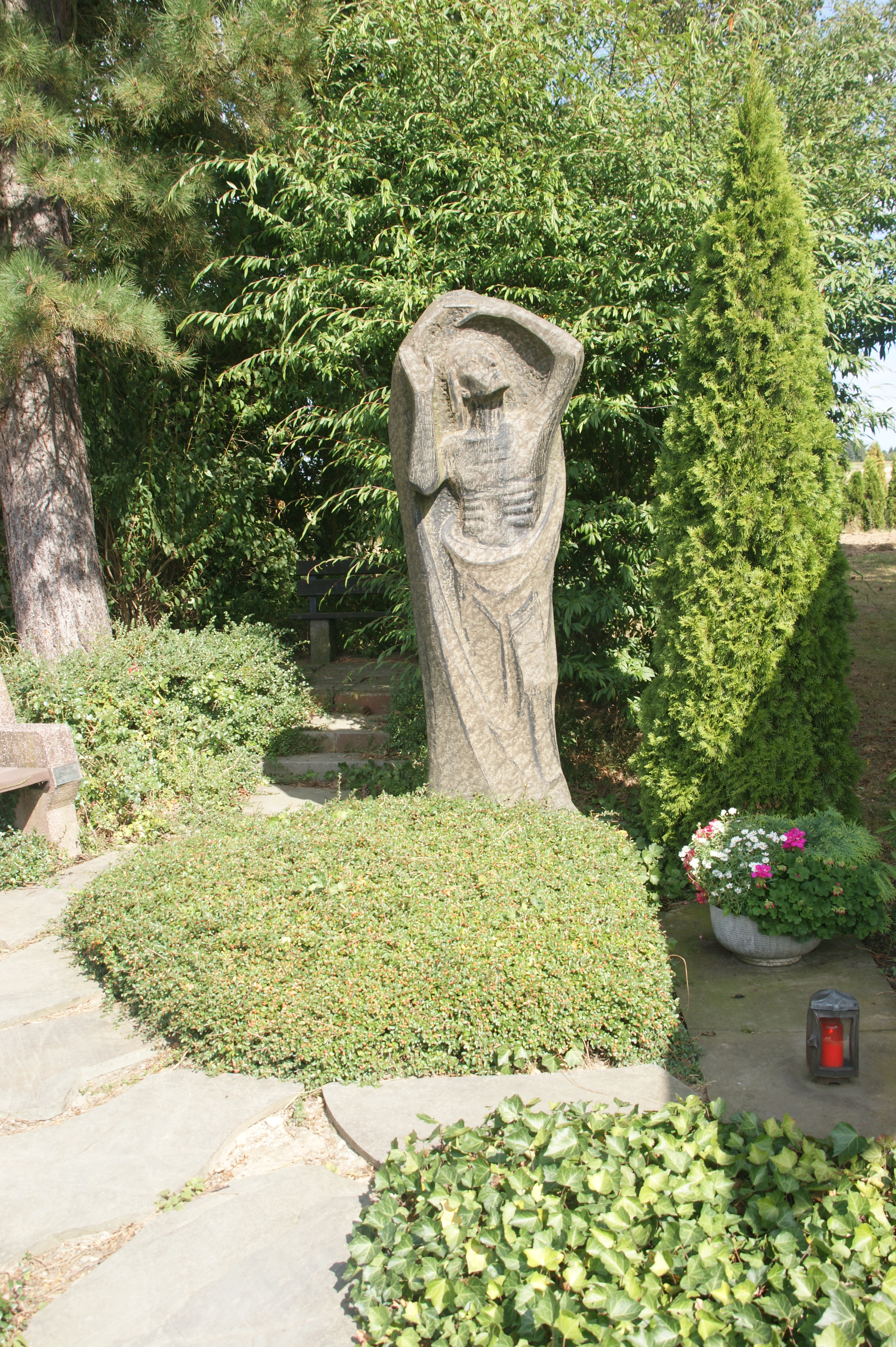
Grab von Peter Bucholz

Peter Buchholz (* 31. Januar 1888 in Eisbach; † 4. Mai 1963 in Bonn) war ein katholischer Theologe und gehörte dem Widerstand gegen den Nationalsozialismus an.

## Leben
Buchholz wurde am 10. August 1911 im Kölner Dom zum Priester geweiht. Er war dann Kaplan im Ruhrgebiet und während des Ersten Weltkriegs Divisionspfarrer. Ab 1926 arbeitete Buchholz als Gefängnisseelsorger und kam in dieser Funktion ab 1933 auch mit politischen Häftlingen des NS-Regimes in Kontakt. 1943 wurde er Pfarrer in der Hinrichtungsstätte Berlin-Plötzensee, wo er Amtsbruder von Harald Poelchau wurde. Eine Betreuung von Widerstandskämpfern war grundsätzlich verboten; dennoch gelang es Buchholz, einigen Häftlingen zu helfen. So überbrachte er Gefangenen heimlich Lebensmittel oder vermittelte Kontakte zu Angehörigen oder anderen Häftlingen.
Unmittelbar nach Kriegsende wurde Buchholz am 17. Mai 1945 zum Beirat für kirchliche Angelegenheiten beim Magistrat von Berlin berufen, dem er bis 1947 angehörte. Bis zur Pensionierung 1953 war Buchholz dann erneut in Düsseldorf als Gefängnispfarrer tätig.

## Ehrungen
1945 ernannte der Berliner Bischof Konrad von Preysing Buchholz zum Ehrendomherrn an der Sankt-Hedwigs-Kathedrale.
Papst Pius XII. verlieh ihm im Oktober 1952 den Ehrentitel Päpstlicher Hausprälat.
1952 erhielt Buchholz  das Bundesverdienstkreuz der Bundesrepublik Deutschland, im Januar 1958 wurde ihm das Große Bundesverdienstkreuz verliehen.
Die Gemeinde Oberpleis ernannte Buchholz anlässlich seines Goldenen Priesterjubiläums am 20. August 1961 zum Ehrenbürger.
In der Nähe seines Wirkungsortes Plötzensee erinnert seit 1992 der Buchholzweg an ihn. Eine Prälat-Buchholz-Straße gibt es in seinem Geburtsort Eisbach sowie im benachbarten Bad Honnefer Stadtteil Aegidienberg-Brüngsberg.